# Margarita Louis-Dreyfus

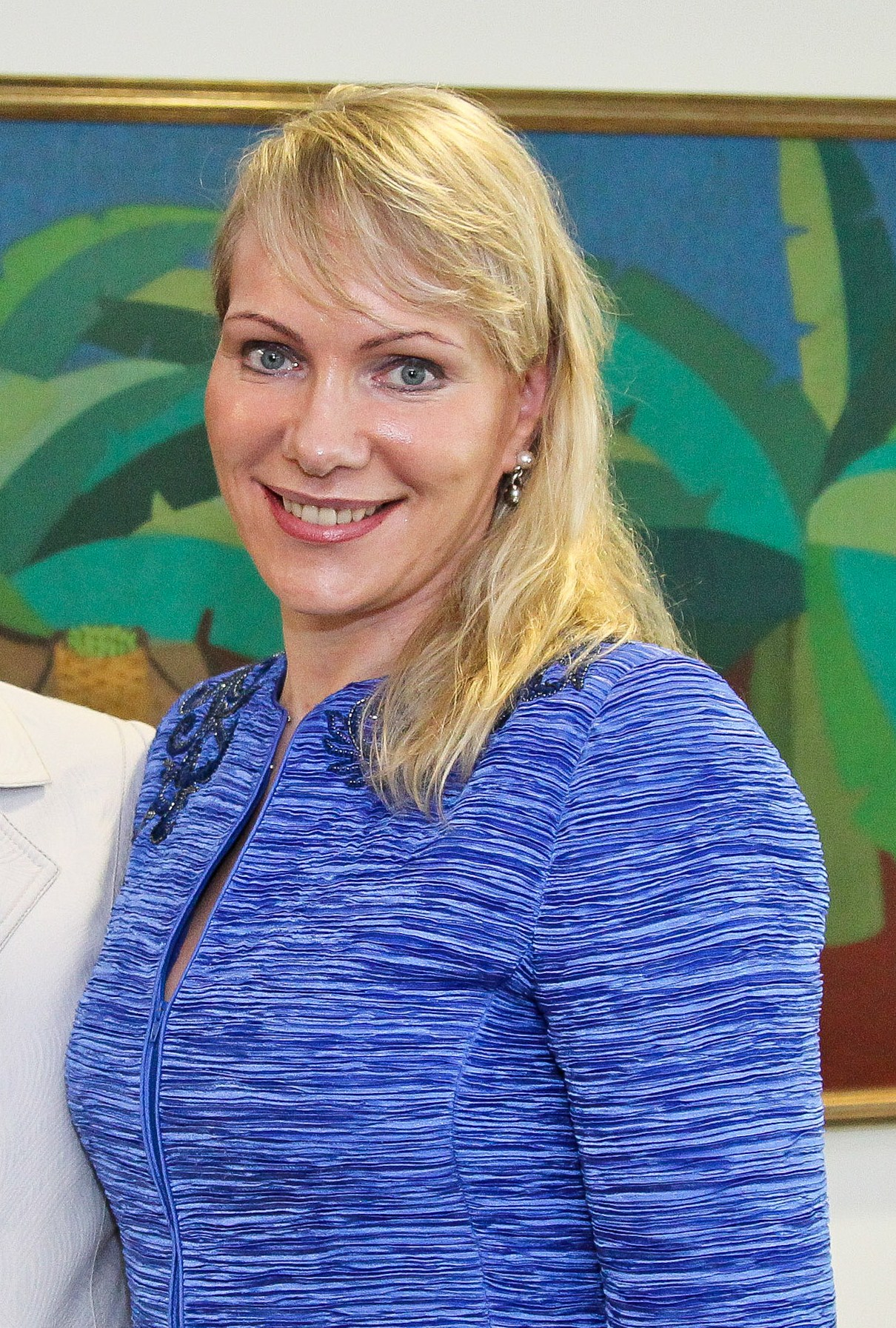
Margarita Louis-Dreyfus (2011)

Margarita Louis-Dreyfus (geboren am 18. Juni 1962 als Margarita Olegowna Bogdanowa in Leningrad; heimatberechtigt in Oensingen) ist eine Schweizer Unternehmerin russischer Herkunft. Sie leitet, als Witwe des Unternehmers Robert Louis-Dreyfus, die Louis Dreyfus Group.

## Biographie
Margarita Louis-Dreyfus wuchs in bescheidenen Verhältnissen auf. Im Alter von sieben Jahren verlor sie beide Eltern bei einem Zugunglück. Sie wuchs danach in einem Heim und bei ihrem Großvater, einem Elektroingenieur, auf. Sie studierte Rechtswissenschaft in Moskau und Wirtschaftswissenschaften in Leningrad.
Mit 18 Jahren lernte sie einen Schweizer Touristen kennen, einen Bahnangestellten aus dem Berner Oberland. 1984 heiratete sie ihn und folgte ihm in die Schweiz, dort arbeitete sie zunächst in einer Import-Export-Firma. Durch die Heirat erlangte sie das Schweizer Bürgerrecht und behielt es auch, als die Ehe nach anderthalb Jahren geschieden wurde. Sie begegnete 1989 Robert Louis-Dreyfus in einem Flugzeug von Zürich nach London. Die beiden heirateten 1992 und hatten zusammen drei Kinder: Éric, geboren 1992, und die Zwillinge Maurice und Kyril, geboren 1998. Kyril ist der Vorsitzende und Mehrheitsaktionär des englischen Fußballvereins AFC Sunderland.
Margarita Louis-Dreyfus wurde nach dem Tod ihres Mannes im Jahr 2009 Erbin der Louis Dreyfus Group und Mehrheitsaktionärin des Fußballclubs Olympique de Marseille. Ihr Mann hatte sie 2007 in die Führung der Unternehmensgruppe berufen, nachdem er von seiner Krankheit erfahren hatte. Er starb am 4. Juli 2009 an Leukämie. Nach einem Verdrängungskampf an der Spitze des Familienunternehmens wurde sie 2011 Verwaltungsratspräsidentin. 2019 übernahm Louis-Dreyfus weitere 16,6 Prozent der Louis Dreyfus Group, nachdem die Credit Suisse ihr einen Kredit über 1,03 Milliarden Schweizer Franken gewährt hatte, für welchen sie ihren gesamten Anteil an der Louis Dreyfus Group als Sicherheit einbringen und verpfänden musste.
Den Fussballclub Olympique Marseille verkaufte sie per 17. Oktober 2016 an den amerikanischen Unternehmer Frank McCourt. Der Kauf wurde zu einem Preis von 45 Millionen Euro abgeschlossen.
Mitte Juni 2017 wurde sie in den Verwaltungsrat der Swiss-American Chamber of Commerce (Am-Cham) gewählt. Dieses Gremium gilt als Drehscheibe der Schweizer Wirtschaft.
Forbes schätzt ihr Vermögen auf 3,4 Milliarden US-Dollar (Stand: Oktober 2022).
Ab 2013 war Louis-Dreyfus mit dem ehemaligen Präsidenten der Schweizerischen Nationalbank und Finanzmanager Philipp Hildebrand liiert; im März 2016 wurde sie Mutter von Zwillingstöchtern. Sie lebt in Davos und Zollikon.